# Heinrich Zimmer (keltolog)
Heinrich Friedrich Zimmer, född 11 december 1851 i Kastellaun, död 27 juli 1910 i Hahnenklee, Oberharz, var en tysk filolog, far till indologen Heinrich Zimmer.
Zimmer blev 1876 filosofie doktor på avhandlingen Ostgermanisch und Westgermanisch och 1878 privatdocent i sanskrit och indoeuropeisk språkvetenskap i Berlin samt utnämndes 1881 till professor i samma ämnen i Greifswald och 1901 i keltisk filologi i Berlin. 
På det germanistiska området utgav Zimmer, förutom det ovannämnda arbetet, bland annat Die Nominalsuffixe a und ā in den germanischen Sprachen (1876), på det indiska bland annat Altindisches Leben (1879). Mest betydelsefull var dock hans forskning på det keltologiska området; han framdrog bland annat i en rad av arbeten ur den forn- och medeliriska litteraturen en hel mängd otvetydiga bevis för att irerna haft kontakt med nordborna redan på 500-600-talen e.Kr.
Zimmer publicerade sina viktigaste avhandlingar i tidskrifter, bland annat Keltische Studien (1-15, i "Zeitschrift für vergleichende Sprachforschung", band 24-33), Keltische Beiträge (i "Zeitschrift für deutsches Altertum", band 32-37) och Über die frühesten Beziehungen der Iren mit den Norgermanen (i Sitzungsberichte der Berliner Akademie der Wissenschaften", 1891).

## Övriga skrifter i urval
- Glossæ hibernicæ (1881)
- Keltische Studien (I, 1881; II, 1884)
- Nennius vindicatus (1893)
- Pelagius in Irland. Texte und Untersuchungen zur patristischen Litteratur (1901)